# Pousse-pousse

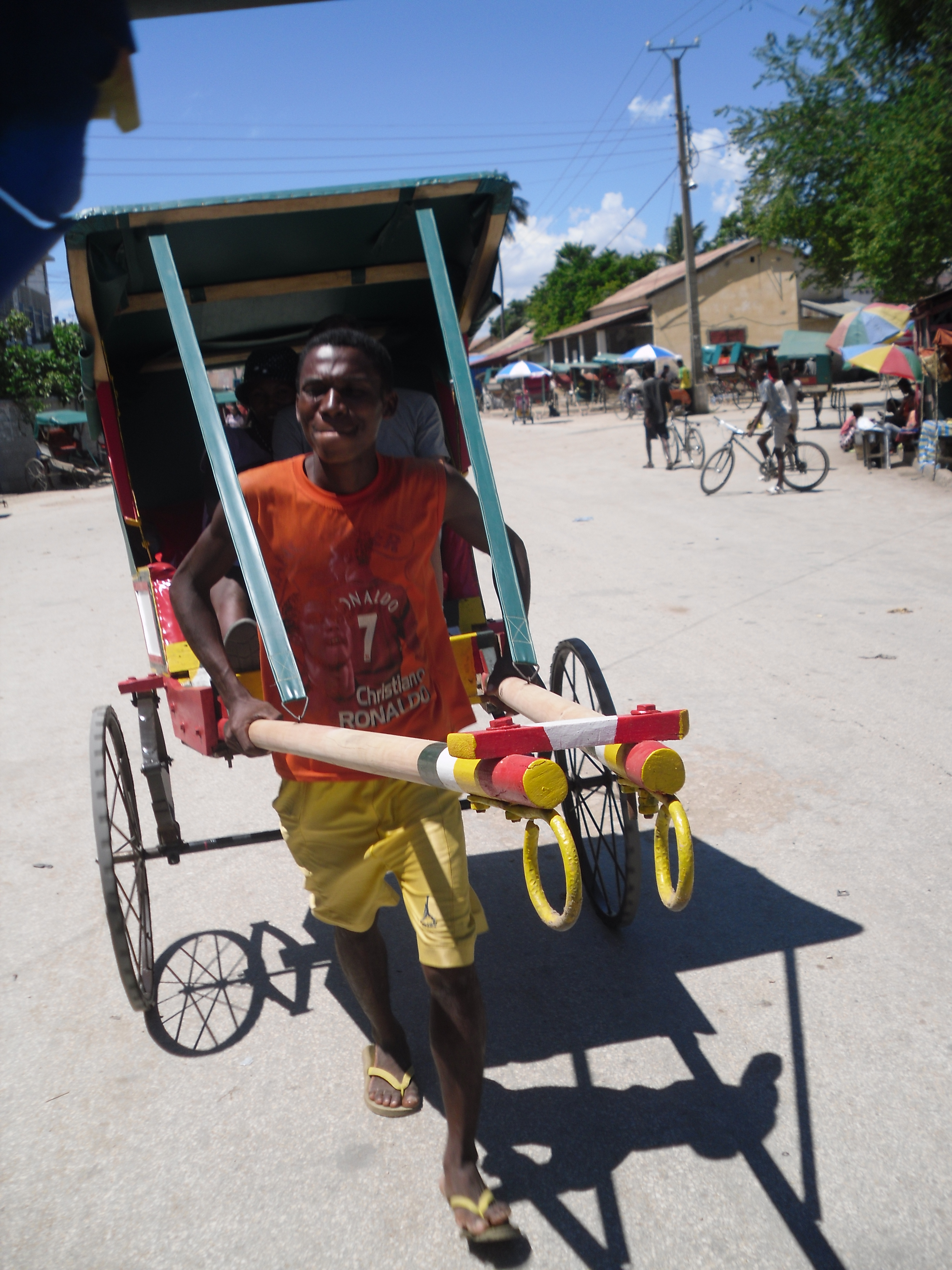
Conduttore di pousse-pousse a Toliara

Il pousse-pousse è un mezzo di trasporto urbano a trazione umana simile al risciò giapponese, diffuso in Madagascar per il trasporto di persone. Consta di un carrello a due ruote sul quale possono prendere posto una o due persone; il conducente si inserisce tra due lunghe sbarre trainando il mezzo.
Questa forma di trasporto urbano è molto diffusa a Antsirabe, che è la capitale malgascia del pousse-pousse, ed in molte altre città dell'isola.
Fu introdotto nell'isola all'inizio del XX secolo dai cinesi, che lo usavano per il trasporto di materiale nella costruzione di ferrovie.
|  |  |  |